# Helena Dluska

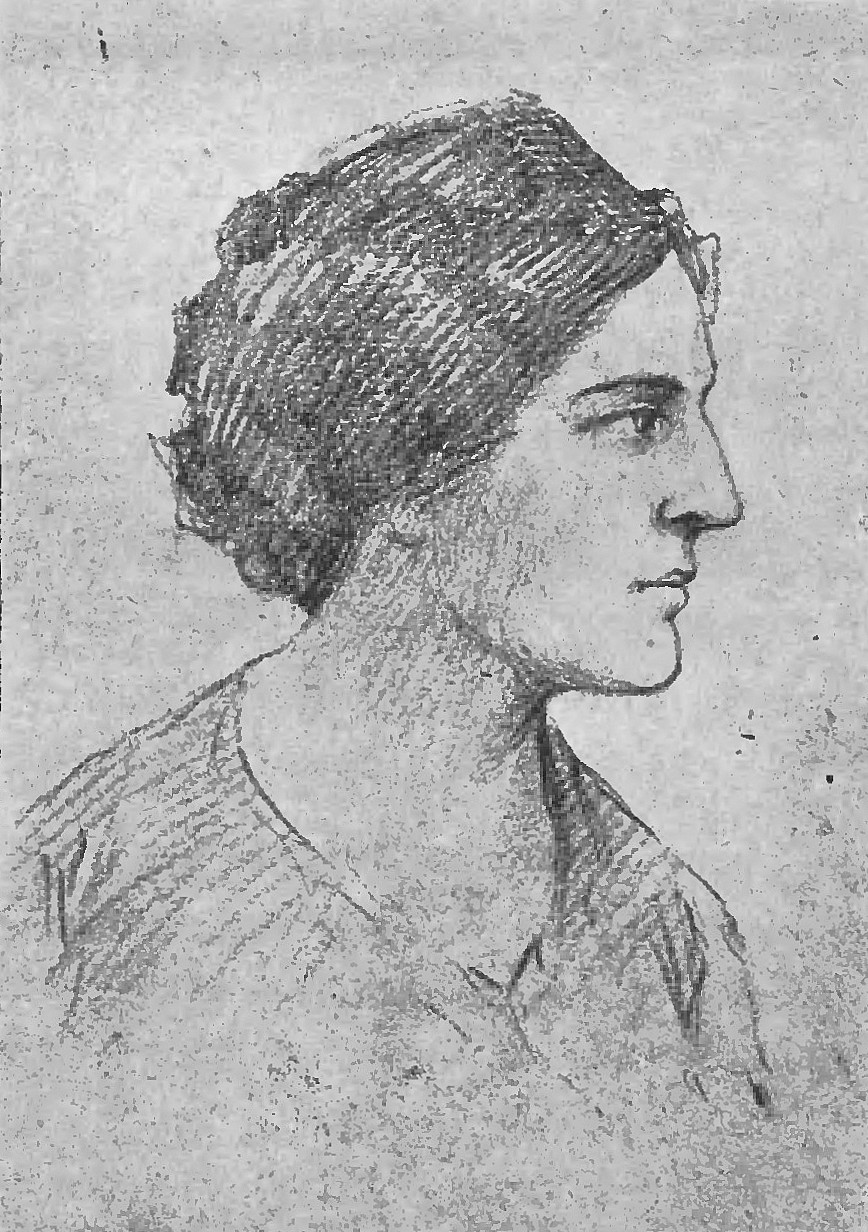
Helena Dłuska (Nowości Illustrowane 46/1921)

Helena Dłuska, née le 13 avril 1892 à Paris et morte le 16 octobre 1921 à Chicago, est une alpiniste polonaise, fille du docteur Kazimierz Dłuski et de Bronia Dluska et nièce de Marie Curie.

## Biographie
Elle est la fille de deux médecins: Kazimierz Dłuski et Bronia Dluska, la sœur aînée de Marie Curie.
Helena Dłuska a vécu à Zakopane dès son plus jeune âge, elle a participé à ses premières ascensions dans les Tatras à l'âge de 16 ans. Le plus souvent, elle grimpait avec sa cousine Irena Pawlewska, elles étaient les premières alpinistes indépendantes. À partir de 1908, elle appartenait à la Section touristique de la société Tatra. En octobre 1909, elle a eu un accident en grimpant seule sur les Kominy Strążyskie (Les Cheminées Strążyskie) dans les Tatras occidentales. La conséquence de l'accident a été une incapacité définitive au pied, ce qui l'a empêchée de continuer à grimper. Après cet événement, elle n'a plus pratiqué que la randonnée dans les montagnes Tatras et a souffert par la suite de grave dépression. À partir de 1912, elle était membre de la section de protection des montagnes Tatra de la société Tatra. 
En 1920, elle émigre à Chicago, où elle travaille à la rédaction du Dziennik Ludowy et où elle se suicide par intoxication au gaz. De nombreuses sources donnent une date erronée de sa mort (septembre 1922) ; en fait elle n'a pas vécu jusqu'à son trentième anniversaire. Helena Dłuska n'a pas de tombe. Ses cendres ont été apportées d'Amérique et elles ont été perdues au cours de l’Insurrection de Varsovie de 1944.

## Principales réalisations d'escalade
- Première ascension vers Świstowy Róg, avec Tadeusz Pawlewski et Tadeusz Świerz
- Première ascension vers le pic Szczyrbski par une nouvelle route, du côté de la vallée de Hlinska
- Première ascension par une nouvelle route vers Rówieńkowa Turnia
- Première ascension par une nouvelle route vers Graniasta Turnia